# Kościół św. Franciszka z Paoli w Qormi
Kościół Świętego Franciszka z Paoli (malt. Knisja ta’ San Franġisk de Paola, ang. Church of St. Francis of Paola) – rzymskokatolicki kościół w Qormi na Malcie.

Kościół położony jest na Pjazza San Franġisk przy Triq il-Knisja. Jest to jedyna świątynia w Qormi będąca w prywatnych rękach.  

## Historia
Na miejscu, gdzie dziś stoi kościół św. Franciszka, wcześniej znajdowała się kaplica pod wezwaniem św. Andrzeja Apostoła.
Fundatorami kościoła św. Franciszka z Paoli byli w 1706 Franġisk Casha Cuschieri Testaferrata oraz jego syn ks. Ġorġ, zaś jego budowę ukończono w 1707. Projektantem kościoła był architekt z Qormi Indri (Andrea) Psaila. Fundatorzy zostali, dekretem biskupa Davide Cocco Palmieri z 22 stycznia 1707, pierwszymi beneficjentami tego kościoła, ich potomkowie są jego prawnymi właścicielami po dziś dzień. Jednym z ich przywilejów była możliwość bycia pochowanym w krypcie pod kościołem. Podczas okupacji Malty przez wojska Napoleona w 1798 świątynia została splądrowana, zrabowane zostały wszystkie srebrne przedmioty, a duży obraz Niepokalane Poczęcie został uszkodzony.

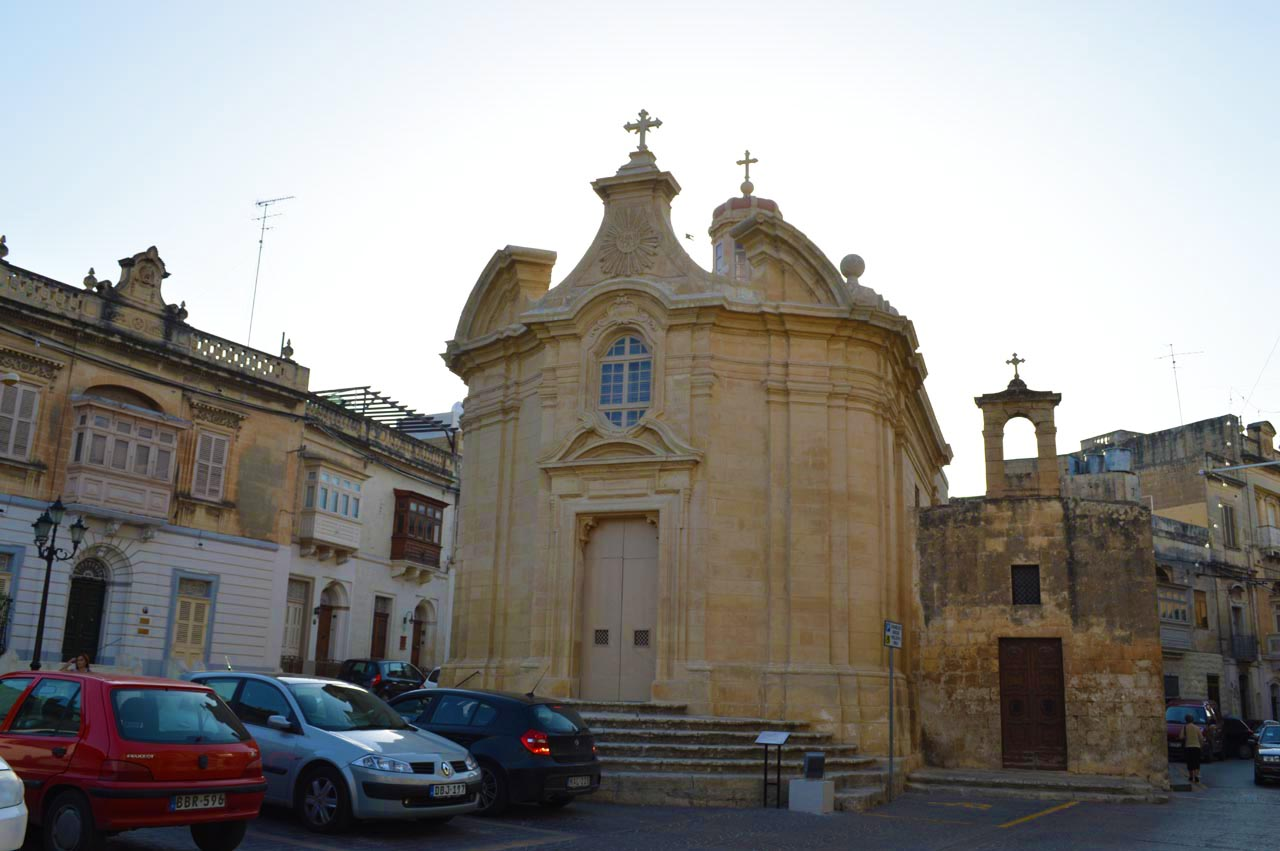
Kościół św. Franciszka po odnowieniu; po prawej kościół Zwiastowania

W czasie II wojny światowej budynek kościoła służył jako skład podstawowej żywności dla mieszkańców miasta.
Końcem maja 2016 zakończono rozległą restaurację kościoła, kosztującą ponad 68 000 euro. Obejmowała ona ogólne oczyszczenie ze stosowaniem biocydów oraz naprawę lub wymianę mocno zniszczonych elementów kamieniarki.

## Architektura

### Wygląd zewnętrzny
Fasada kościoła jest zaokrąglona, przypomina elewacje kościołów rzymskiego architekta Francesco Borrominiego. Wokół budynku, do którego wejścia prowadzi sześć stopni, widać pilastry w stylu toskańskim. Prostokątne wejście jest bardzo ozdobione, a nad nim znajduje się segmentowy fronton zamknięty w innym rozciętym naczółku. Powyżej jest wydłużone okno, o kształcie górą i dołem zamkniętym łukiem. Nad oknem kartusz z łacińskim napisem „POSVIT HUMILEM IN SUBLIME”. Pionowy fronton o krzywoliniowych bokach, z kamiennym krzyżem na szczycie znajduje się w centralnej pozycji nad fasadą, wspierając się na biegnącym wokół gierowanym gzymsie. Zdobi go emblemat św. Franciszka z Paoli – napis „CHARITAS” otoczony promieniami. Z każdej strony centralnego frontonu znajdują się dwie połówki dużego podzielonego segmentowego naczółka. Kościół posiada kopułę ozdobioną krzyżem, osadzoną na niskim ośmiokątnym bębnie, będącą głównym źródłem doświetlenia wnętrza. Na obręczy kopuły umieszczona jest data „1887”. Z tyłu kościoła po lewej stronie znajduje się elegancka dzwonnica z czterema dzwonami.

### Wnętrze
Kościół ma wewnątrz kształt prostokąta, wizualnie podzielony jest na trzy części. Zaraz po wejściu jest prawie kwadratowa przestrzeń, nakryta sklepieniem krzyżowym z bocznymi oknami. Obok dwoje drzwi, a nad nimi rodzaj galerii.
Druga część jest ośmioboczna z czterema filarami i czterema łukami podtrzymującymi kopułę. Pomiędzy łukami znajdują się pendentywy.
Ostatnia część to półkolista apsyda, w której znajduje się ołtarz główny z obrazem tytularnym, którego ramę trzymają dwa adorujące anioły. Apsyda nakryta jest konchą z wyrzeźbionymi chmurami, promieniami i figurami Trójcy Świętej.
W ołtarzu głównym, poświęconym św. Franciszkowi z Paoli, znajduje się piękny obraz, przez niektórych przypisywany Francesco Zahrze. Malowidło przedstawia św. Franciszka wstępującego do nieba.

Oprócz ołtarza głównego, na bocznej ścianie kościoła znajduje się ołtarz pod wezwaniem Najświętszej Maryi Panny z Lourdes, będący w przeszłości ołtarzem uprzywilejowanym. Dziś zamiast obrazu tytularnego znajduje się w nim posąg z papier mâché umieszczony w szklanej niszy. Możliwe, że duży obraz Niepokalane Poczęcie, wiszący naprzeciw tego ołtarza, był jego obrazem tytularnym, zanim narodziło się nabożeństwo do Matki Bożej z Lourdes.
Dwa owalne obrazy po obu stronach ołtarza głównego przedstawiają Niepokalane Poczęcie oraz św. Alojzego Gonzagę. Na filarach wspierających kopułę wiszą obrazy w kamiennych ramach, a przedstawiają one św. Marka Ewangelistę, św. Katarzynę Aleksandryjską, św. Andrzeja Apostoła oraz św. Annę.
Inne dzieła sztuki w świątyni to obrazy św. Jerzy oraz św. Antoni Opat, popiersie Ecce Homo z 1787, Via Crucis z początku XX wieku, dzieło Salvo Scicluny, w zakrystii portret Dun Ġorġa Cashy, jednego z fundatorów kościoła.
Za apsydą znajduje się również zakrystia, zaś w podziemiach krypta, w której spoczywają nie tylko fundatorzy, ale także ci, którzy się z nich wywodzą, a którzy z czasem opiekowali się tym kościołem. Zejście do krypty znajduje się przed drzwiami prowadzącymi do galerii organowej. Dziś, mimo że kościół jest nadal pod świeckim patronatem, nie odbywają się już w nim pochówki.

## Świątynia dzisiaj
Kościół jest pod świeckim patronatem rodziny Casha Testaferrata. Msze święte za spokój dusz fundatorów oraz członków ich rodziny odprawiane są w listopadzie, oraz w święto patronalne świątyni.

## Święto patronalne
Święto patronalne kościoła przypada 2 kwietnia, festyn kościelny urządzany jest czwartą niedzielę po Wielkanocy.

## Ochrona dziedzictwa kulturowego
Kościół umieszczony jest na liście National Inventory of the Cultural Property of the Maltese Islands pod nr. 00375.